# Philippe Germain
Philippe Germain (Nouméa, 1 de janeiro de 1968) é um político francês, ex-presidente do governo de Nova Caledônia e o líder da Calédonie ensemble [fr], um partido que se opõe à independência da França. Ele foi eleito para a presidência em 1 de abril de 2015, por um mandato de cinco anos.

## Presidência
Antes da eleição de Germain em 1 de abril de 2015, a presidência da Nova Caledônia ficou juridicamente vaga por mais de cem dias, embora Cynthia Ligeard tenha permanecido como "zeladora" ao tentar garantir a eleição para um mandato de cinco anos. Tentativas de eleger um presidente e um vice-presidente, que devem representar tanto os campos anti e pró-independência na Nova Caledônia sob o Acordo de Nouméa, não tiveram êxito até que três ministros da minoria pró-independência concordaram em apoiar Germain. Ligeard acusou Germain de "traição" e culpou o governo francês por planejar sua derrota. Quinze membros do Congresso e três ministros do governo boicotaram o primeiro discurso político de Germain como presidente, durante o qual ele falou por duas horas e falou sobre a capacidade da Nova Caledônia de se governar se os eleitores escolherem a independência em um futuro referendo.
Dentro de semanas de assumir o cargo, Germain demitiu os assistentes de Ligeard e dois outros ministros do governo, apesar de eles terem sido rapidamente reintegrado por ordem judicial. Germain e Ligeard também entraram em confronto com a decisão anterior de perdoar uma dívida de vinte e seis milhões de dólares da empresa mineradora  pertencente à Kanak, SMSP, em abril de 2015, com Ligeard negando que seu governo já havia concordado com a concessão, como afirmou Germain.
Em julho de 2019, fez a alternância de poder para o presidente da Nova Caledônia, Thierry Santa.